# Haandfæstning
Lo Haandfæstning (in danese moderno Håndfæstning, in norvegese moderno Håndfestning, letteralmente "rilegato a mano") è stato un documento rilasciato dai re di Danimarca dal XIII al XVII secolo, prima e durante il regno dell'unione personale con i Regni dell'Unione di Kalmar e di Danimarca-Norvegia. Dopo l'indipendenza della Svezia, documenti simili furono emessi anche dai suoi re. Per molti versi si trattò di un parallelo scandinavo alla Magna Carta inglese.

## Storia
Lo haandfæstning era il risultato della forza del potere della nobiltà. Il primo re danese che fu costretto a firmare questo tipo di documento fu il re Eric V nel 1282. Esso fu considerato come un "documento di incoronazione" per la prima volta nel 1320. Tra il 1440 e il 1648 fu una normale condizione per il riconoscimento di un nuovo re. Quando fu introdotta la monarchia assoluta nel 1660 l'ultimo haandfæstning fu abolito.
Diversamente dall'Inghilterra non vi era alcuna "carta" permanente da firmare: ogni nuovo re doveva accettarne una nuova che si applicava al proprio regno.  D'altra parte, tutti gli haandfæstning erano basati sullo stesso modello. Il re doveva promettere che avrebbe regnato come un re giusto, che avrebbe collaborato con la nobiltà, che non avrebbe mai imprigionato un uomo libero, che tutti gli uffici direttivi (che oggi si chiamerebbero "posti del gabinetto ministeriale") e che tutte le amministrazioni locali sarebbero state occupate solo da nobili e che le questioni di guerra e pace sarebbero dipese dall'accettazione della nobiltà.
La carta non transformava necessariamente i re in burattini: gran parte di loro furono capaci di creare una solida base di potere duriante il loro regno e a malapena ogni re danese del periodo rispettò in toto le regole dello håndfæstning. Anche la gravità delle richieste della nobiltà cambiava di tempo in temepo
Nel moderno olandese, la parola handvest può ancora significare sia trattato che manifesto.